# Hossein Nassim

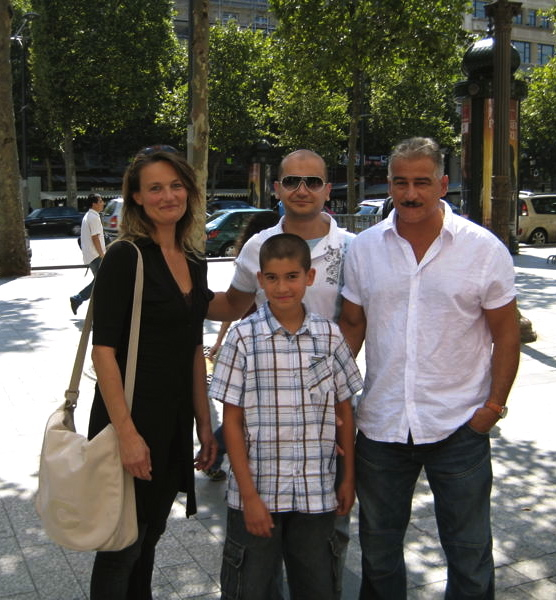
Hossein Nassim med hustrun Regina samt sönerna Nick och Bobby.

Hossein Nassim (persiska: حسین نسیم), född 27 april 1952 i Abadan, är en iransk vattenpolospelare som ingick i Irans landslag vid olympiska sommarspelen 1976.
Nassim gjorde två mål i den olympiska vattenpoloturneringen i Montréal där Iran slutade på en tolfteplats. Han ingick även i laget som vann vattenpoloturneringen vid asiatiska spelen 1974.